# Эстония на Европейских играх 2015
Эстония на I Европейских играх, которые прошли в июне 2015 года в столице Азербайджана, в городе Баку, была представлена 59 спортсменами. Эстонская команда выступала в 12 видах спорта. Знаменосцем страны был выбран борец Хейки Наби.

## Награды

### Серебро
| Серебро |                                                        |                         |
| №       | Спортсмены                                             | Вид спорта (дисциплина) |
| 1       | Ирина Эмбрих, Катрина Лехис, Эрика Кирпу, Юлия Беляева | Командная шпага         |

### Бронза
| Бронза |             |                                  |
| №      | Спортсмены  | Вид спорта (дисциплина)          |
| 1      | Хейки Наби  | Греко-римская борьба (до 130 кг) |
| 2      | Эрика Кирпу | Шпага                            |

## Состав команды[3]

### Бадминтон
Кристьян Кууба, Рауль Муст, Хелина Рюйтель, Кати Толмофф

### Баскетбол (мужчины)
Мартин Дорбек, Ренато Линдметс, Арди Оя, Сийм Раудла

### Бокс
Каупо Арро, Андрей Харченко, Айнар Карлсон, Райн Карлсон

### Борьба
Эрик Апс, Ардо Арусаар, Хейки Наби, Сильвер Тыген (греко-римская борьба), Алексей Баскаков, Рагнар Каазик (вольная борьба), Эпп Мяэ (женская борьба)

### Волейбол пляжный
Кристо Колло, Риво Весик

### Велоспорт
Кетлин Теккель (BMX), Мартин Лаас, Аксель Ныммела, Ристо Райд, Лийси Рист, Михкель Ряйм, Норман Вахтра (шоссе), Мартин Лоо, Маарис Мейер (маунтинбайк)

### Дзюдо
Ильяс Авир, Александр Мармелюк, Юхан Меттис, Григорий Минашкин, Кюнтер Ротберг, Евгений Салеев, Кристьян Тынисте

### Плавание
Максим Акаванцев, Керту-Ли Алнек, Андрей Гусев, Сильвер Хейн, Вернер-Эрих Кулла, Маргарет Марквардт, Карел Сели, Кевин-Андерс Сийм, Даниэль Зайцев, Никита Чернышев

### Пулевая стрельба
Меэлис Кийск, Пеэтер Олеск, Вера Румянцева, Анжела Воронова

### Стрельба из лука
Яанус Гросс, Лаура Нурмсалу

### Триатлон
Александр Латин, Кайди Кивиоя

### Фехтование
Юлия Беляева, Ирина Эмбрих, Эрика Кирпу, Катрина Лехис, Николай Новосёлов

## Результаты

### Борьба
В соревнованиях по борьбе разыгрывалось 24 комплекта наград. По 8 у мужчин и женщин в вольной борьбе и 8 в греко-римской. Турнир проходил по олимпийской системе с выбыванием. В утешительный раунд попадали участники, проигравшие в своих поединках будущим финалистам соревнований. Каждый поединок состоит из двух раундов по 3 минуты, победителем становится спортсмен, набравший большее количество баллов. По окончании схватки, в зависимости от результатов в каждом из раундов спортсменам начисляются классификационные очки.
Мужчины
Греко-римская борьба
Легенда: 

VT — победа на туше; 

PP — победа по очкам с техническим баллом у проигравшего; 

PO — победа по очкам без технического балла у проигравшего; 

SP — техническое превосходство, победа по очкам с разницей более, чем в 6 баллов с техническим баллом у проигравшего; 

ST — техническое превосходство, победа по очкам с разницей более, чем в 6 баллов без технического балла у проигравшего; 

| Соревнование | Спортсмены    | Первый раунд                 | 1/8 финала                    | Четвертьфинал                | Полуфинал                  | Финал                   | Место |
| Соревнование | Спортсмены    | Соперник Результат           | Соперник Результат            | Соперник Результат           | Соперник Результат         | Соперник Результат      | Место |
| ------------ | ------------- | ---------------------------- | ----------------------------- | ---------------------------- | -------------------------- | ----------------------- | ----- |
| до 75 кг     | Сильвер Тыген | П. Шевчук (MDA) П 1:4 (SP)   | Завершил выступление          | Завершил выступление         | Завершил выступление       | Завершил выступление    | 16    |
| до 85 кг     | Ээрик Апс     | не участвовал                | Э. Сандаль (SWE) В 3:1 (PP)   | Н. Жугай (CRO) П 0:3 (PO)    | Завершил выступление       | Завершил выступление    | 11    |
| до 98 кг     | Ардо Арусаар  | В. Методиев (BUL) В 3:0 (PO) | И. Магомедов (RUS) П 0:3 (PO) | Турнир за 3-е место          | Турнир за 3-е место        | Турнир за 3-е место     | 8     |
| до 98 кг     | Ардо Арусаар  | В. Методиев (BUL) В 3:0 (PO) | И. Магомедов (RUS) П 0:3 (PO) | О. Хасслер (GER) В 3:1 (PP)  | О. Нуриев (AZE) П 0:3 (PO) | Завершил выступление    | 8     |
| до 130 кг    | Хейки Наби    | не проводится                | не участвовал                 | С. Лённборн (SWE) В 3:0 (PO) | Р. Каяалп (TUR) П 0:3 (PO) | Турнир за 3-е место     | 3     |
| до 130 кг    | Хейки Наби    | не проводится                | не участвовал                 | С. Лённборн (SWE) В 3:0 (PO) | Р. Каяалп (TUR) П 0:3 (PO) | Б. Лам (HUN) В 3:0 (PO) | 3     |

### Велоспорт

#### Маунтинбайк
Соревнования по маунтинбайку проводилились в построенном специально для игр велопарке. Дистанция у мужчин составляла 36,7 км, а у женщин 27,9 км.
Мужчины
| Соревнование | Спортсмены | Результат | Место | Отставание |
| ------------ | ---------- | --------- | ----- | ---------- |
| Кросс-кантри | Мартин Лоо | 1:46:21   | 11    | +5:17      |

Женщины
| Соревнование | Спортсмены   | Результат | Место | Отставание |
| ------------ | ------------ | --------- | ----- | ---------- |
| Кросс-кантри | Маарис Мейер | LAP       | —     | —          |

### Триатлон
Соревнования по триатлону состояли из 3 этапов — плавание (1,5 км), велоспорт (40 км), бег (9,945 км).
Мужчины
| Соревнование | Спортсмены      | Плавание | Смена | Велоспорт | Смена | Бег   | Итоговое время | Место | Отставание |
| ------------ | --------------- | -------- | ----- | --------- | ----- | ----- | -------------- | ----- | ---------- |
| Мужчины      | Александр Латин | 19:31    | 0:47  | 55:51     | 0:28  | 32:44 | 1:49:21        | 4     | +0:50      |

Женщины
| Соревнование | Спортсмены   | Плавание | Смена | Велоспорт | Смена | Бег   | Итоговое время | Место | Отставание |
| ------------ | ------------ | -------- | ----- | --------- | ----- | ----- | -------------- | ----- | ---------- |
| Женщины      | Кайди Кивиоя | 23:15    | 0:48  | 1:07:02   | 0:27  | 37:23 | 2:08:55        | 28    | +8:27      |